# کلیف بول
کلیفورد جان بول (متولد ۹ نوامبر ۱۹۳۷- متوفی ۱۵ فوریه ۲۰۱۴) کارگردان چندین برنامه امریکایی و کانادایی بود. او قسمت‌هایی از مرد شش میلیون دلاری، فرشته‌های چارلی، وی، پرونده‌های اکس، سفر ستاره‌ای: نسل بعدی، سفر ستاره‌ای:نه فضای عمیق، سفر ستاره‌ای: مسافر، مرد عنکبوتی شگفت انگیز را کارگردانی کرد.